# 政和站 (福建省)
政和站，位于中华人民共和国福建省南平市政和县星溪乡芳源自然村，是衢宁铁路上的火车站，于2020年9月27日启用。

## 車站周邊
- 星溪中心小学
- 政和县农业科学研究所

## 歷史
- 2020年9月27日启用。

## 外部連結
- 中国铁路客户服务中心 （页面存档备份，存于）